# Emmanuel Schelstrate
Emmanuel Schelstrate est un théologien catholique flamand, né à Anvers en 1649, et mort à Rome le 6 avril 1692.

## Biographie
Emmanuel Schelstrate s'est appliqué dès sa jeunesse à l'étude à l'étude de l'histoire des premiers temps de l'Église, excité par la lecture des thèses d'histoire qui sont soutenues en Sorbonne et par les travaux des savants du siècle précédent qui ont permis d'éclairer cette période. Il a 32 ans quand il publie à Anvers Antiquitas illustrata circa Concilia generalia et provincialia, en 1678, qui contient des décrets de plusieurs papes et différents sujets ayant trait à l'histoire de l'église catholique.Une seconde édition augmentée de ce livre est publiée en deux tomes publiés en 1692 et 1697 à Rome.
Dans ce livre, comme dans les suivants il va relever la dignité et justifier l'étendue de la juridiction du pape. Dans la première édition du livre il attaque les justifications de Jean de Launoy qui critique la primauté du Saint-Siège.
En 1679, Schelstrate a été élevé à la dignité de chanoine et de chantre à Anvers. Il a découvert dans cette ville un traité sur l'état de l'ancienne église d'Afrique sous le primat de Carthage. Il publie ses travaux de recherche sur l'origine et la fondation de l'église d'Afrique en 1680.
En 1681, il a fait imprimer une dissertation sur le Concile d'Antioche tenu sous Jules Ier, vers le milieu du IVe siècle. Il y écrit que l'Église gardait autrefois un secret inviolable à l'égard des Mystères. En 1685, il publie De disciplina arcani, De la discipline du secret, pour répondre à un Luhérien, Guillaume-Ernest Tentzel (ou Tentzelius) (1659-1707) qui avait publié en 1683 De Disciplina Arcani Disputatio où il s'était opposé à Schelstrate qui affirmait que l'usage de cacher aux catéchumènes, aux Juifs et aux Infidèles le mystère de l'Eucharistie venait des apôtres et que ce secret avait alors été étendu aux rites, aux sacrements et aux autres dogmes de l'Église. Tentzelius a affirmé que ce secret n'a commencé qu'à la fin du deuxième siècle et qu'on ne l'observait que pour les rites des sacrements et non des dogmes. Schelstrate a alors fait une longue réponse à cet écrit.
La Déclaration des Quatre articles de Jacques-Bénigne Bossuet est adoptée au cours de l'assemblée générale de l'Église de France, le 19 mars 1682. La quatrième article nie l'infaillibilité du pape. Le pape Innocent XI décide derechef de ne plus investir de nouveaux évêques en France.
Schelstrate étant venu à Paris pour discuter avec des savants, il a été appelé à Rome par le pape Innocent XI qui l'a nommé préfet de la Bibliothèque apostolique vaticane. Il a entrepris d'examiner les décrets de la quatrième et cinquième session du concile de Constance, ainsi que d'anciens manuscrits qu'il a fait imprimer en 1683. Schelstrate critique cette déclaration dans De lugendis actis cleri Gallicani, congregati anno 1682, dissertatio, puis dans Acta Constantiensis concilii, ad expositionem decretorum ejus sessionum quartæ et quintæ facientia, nunc primum ex cod. mss. in lucem edita et dissertatione illustrata, en 1683.
Il prétend que le décret de la quatrième session du concile de Constance a été corrompu et qu'il a été modifié par les pères présents au concile de Bâle. Jacques-Bénigne Bossuet a répondu aux arguments de Schelstrate dans Défense de la déclaration de l'Assemblée Générale du Clergé de France.
En 1687, alors qu'il s'apprêtait à retourner à Anvers, le pape l'a pourvu d'un canonicat de l'église Saint-Pierre de Latran. Il a publié cette année un Traité de l'autorité patriarcale et métropolitaine contre ce qui a été écrit par Edward Stillingfleet, doyen de l'église Saint-Paul de Londres. Il publie aussi un Traité sur l'origine de l'église britannique dans lequel il soutient que le patriarcat de Rome s'étend à tout l'Occident et que le pape a toujours exercé la juridiction patriarcale sur toute l'église latine. Il y regarde plusieurs points qui regardent l'église d'Angleterre.
Dans seconde édition augmentée de Antiquitas illustrata circa Concilia generalia et provincialia, il s'oppose aux positions d'Antoine Arnauld et Louis Maimbourg concernant la suprématie du pape dans les conciles généraux et à la déclaration de l'Assemblée générale du clergé de France de 1682.
À la mort de la reine Christine de Suède à Rome, en 1689, ses manuscrits sont acquis en 1690 par le pape Alexandre VIII. Dans une note sur l'inventaire que Schelstrate en a fait, il note que ces manuscrits ont été répartis entre les Archives vaticanes, la bibliothèque vaticane et des livres qu'Alexandre VIII a gardé pour lui-même,,,.
Pendant la préfecture de Schelstrate à la bibliothèque vaticane, entre 1683 et 1692, il fait dresser un inventaire des livres de la bibliothèque.
Au cours de son séjour à Rome, entre avril et novembre 1689, Gottfried Wilhelm Leibniz, conseiller aulique et bibliothécaire du duc de Brunswick-Lunebourg, qui fait officiellement une la recherche de documents historiques et généalogiques concernant les origines de l’histoire des Guelfes, a reçu l'autorisation de consulter la Bibliothèque Vaticane et les Archives du Vatican. À la bibliothèque vaticane il se lit avec Schelstrate qui lui a donné un mot d’introduction décisif pour le bibliothécaire de Florence, Magliabechi.

## Œuvres
- Antiquitas illustrata circa Concilia generalia et provincialia , decreta et gesta Pontificum, et prsecipua totius Historise ecclesiasticse capita, Anvers, 1678 (lire en ligne). Une seconde édition de ce livre est publiée à Rome en deux tomes publiés en 1692 et 1697.
- Ecclesia Africana sub primate Carthaginiensi, Antoine Dezallier, Paris, 1680 (lire en ligne)
- Sacrum Antiochenum concilium pro arianorum conciliabulo passim habitum nunc vero primum ex omni antiquitate auctoritati suæ restitutum opera ac studio D Emanuelis A Schelstrate, Jean-Baptiste Verdussen, Anvers, 1681 (lire en ligne).
- De disciplina Arcani contra Disputationem Ernesti Trentzelii dissertatio, Rome 1685.
- Tractatus de Sensu et auctoritate decretorum Constantiensis concilii sessione quarta et quinta circa potestatem ecclesiasticam editorum cum actis et gestis ad illa spectantibus, et ex M. SS. Italicis, Germanicis ac Gallicis nunc primum in lucem erutis opera et studio, D. Emmanuelis A Schelstrate, Congrégation pour la Propagation de la Foi, 1686
- Dissertatio de auctoritate patriarchali et metropolitica adversus ea quae scripsit Eduardus Stillingfleet in libro de originibus britannicis, D. A. Herculis, 1687.
- Dissertation Apologétique touchant la discipline du secret, Rome, 1691
- Antiquitas ecclesiae dissertationibus monimentis ac notis illustrata opera et studio, Congrégation pour la Propagation de la Foi, Rome, 1692, tome 1, 1697, tome 2